# 모노브라이트
모노브라이트(monobright)는 일본의 4인조 밴드이다. 멤버 전원이 안경을 쓰고 흰 셔츠와 검은 바지를 입고있다.

## 멤버
- 모모노 요스케 보컬, 기타를 담당하고있다.
  - 거의 모든곡의 작사, 작곡을 하고있다.
- 마츠시타 쇼고 기타, 코러스를 담당하고있다.
- 데구치 히로유키 베이스 기타를 담당하고있다.
- 타키다니 츠바사 드럼을 담당하고있다

## 음반 목록

### 싱글
1. 未完成ライオット 미칸세이 라이오토[*] (2007)
2. 頭の中のSOS 아타마노 나카노 SOS[*] (2007)
3. WARP (2008)
4. 涙色フラストレーション 나미다이로 Frustration[*] (2008)
5. アナタMAGIC 아나타MAGIC[*] (2009)

### 미니 앨범
1. あの透明感と少年 아노 토우메이칸 토 쇼우넨[*] (2008)

### 정규 앨범
1. monobright one (2007)